# Wegedoornspanner
De wegedoornspanner (Philereme transversata) is een vlinder uit de familie van de spanners (Geometridae). 

## Kenmerken
De voorvleugellengte bedraagt tussen de 17 en 20 millimeter. De basiskleur van de voorvleugel is bruin met een zeer brede en zeer donkere bruinzwarte middenband. De buitenranden van de vleugels zijn gekarteld, vooral aan de achtervleugels.

## Levenscyclus
De wegedoornspanner gebruikt wegedoorn als waardplant. De rups is te vinden in eind april tot in juni. De soort overwintert als ei. Er is jaarlijks één generatie, die vliegt van begin juni tot in augustus.

## Voorkomen
De soort komt verspreid over het Palearctisch gebied voor. De wegedoornspanner is in Nederland een zeldzame en in België een schaarse soort. 